# Dun-le-Palestel
 Dun-le-Palestel  es una localidad y comuna de Francia, en la región de Lemosín, departamento de Creuse, en el distrito de Guéret. Es la cabecera y mayor población del cantón de su nombre.
Su población en el censo de 1999 era de 1.106 habitantes.
Está integrada en la Communauté de communes du Pays Dunois, de la cual es la mayor población.

## Demografía
| 1201 | 1260 | 1330 | 1293 | 1203 | 1106 |
| Para los censos de 1962 a 1999 la población legal corresponde a la población sin duplicidades (Fuente: INSEE [Consultar]) |      |      |      |      |      |